# Neotaxia plana
Neotaxia plana là một loài bướm đêm trong họ Geometridae.